# Marie Adélaïde de La Touche Limouzinière de La Rochefoucauld
Marie Adélaïde de La Touche Limouzinière, comtesse de La Rochefoucauld, née le 5 mars 1760 sur l'île de Grenade et morte le 24 janvier 1794 aux Sables-d'Olonne est une aristocrate française et une combattante de la guerre de Vendée. 

## Biographie

### Vie sous l'Ancien Régime
Marie Adélaïde de La Touche Limouzinière naît le 5 mars 1760 sur l'île de Grenade. Elle ne passe qu'une partie de son enfance aux Antilles, sa famille regagnant la France quelques années après sa naissance.
Le 4 juin 1778, elle épouse à Nantes Pierre Louis Marie de La Rochefoucauld-Bayers, capitaine de vaisseau,. Ce dernier émigre en 1791 et rejoint l'armée des princes avec qui il fait la campagne de 1792,,. La comtesse de La Rochefoucauld reste quant à elle domiciliée avec ses deux fils au Puy-Rousseau, près de La Garnache, non loin du château de Fonteclose, où est domicilié François Athanase Charette de La Contrie,.

### Guerre de Vendée
Le 13 mars 1793, dans les premiers jours de la guerre de Vendée, la comtesse de La Rochefoucauld prend la tête d'un rassemblement et s'empare du bourg de La Garnache,. Elle est alors assistée de Joseph Thoumazeau, régisseur de la commanderie de la Coudrie,. Fin mars, elle aurait rejoint le quartier-général de Guerry du Cloudy à Commequiers, chez sa parente, la comtesse Lespinay de La Roche d'Avau,. Elle pourrait avoir participé à l'attaque des Sables-d'Olonne,. Elle aurait ensuite pris part à la bataille de Palluau, le 15 mai 1793,.
En mai 1793, François Athanase Charette de La Contrie reçoit à Legé la comtesse de La Rochefoucauld, avec qui il aurait entretenu une liaison,,. Dans ses mémoires, l'officier vendéen Pierre-Suzanne Lucas de La Championnière rapporte :

« À Legé on ne fut longtemps occupé que de plaisirs. Plusieurs demoiselles et dames du pays vinrent habiter le cantonnement, les jeux et les ris les accompagnaient ; la plus belle de toutes ces dames était sans contredit Mme de La Rochefoucauld. On a souvent dit qu'elle commandait une partie de l'armée et que son courage la portait toujours au premier rang ; rien n'est plus faux. Semblable à Vénus plutôt qu'à Minerve, on croyait alors que le Dieu Mars de nos armées se délassait près d'elle des travaux pénibles de la guerre,,. »

Lors des offensives de l'Armée de Mayence, en septembre et octobre 1793, la comtesse part se cacher dans les marais, dans la région de Challans.
D'après Lucas de La Championnière, madame de La Rochefoucauld se brouille avec Charette. Dans une lettre adressée à l'historien Alphonse de Beauchamp en 1806, il écrit :

« Il a souvent été question des femmes qui suivaient l'armée Vendéenne. Il y en eut fort peu. Les aventures de deux d'entre elles ont piqué la curiosité publique. L'une, femme superbe, entretint des relations suivies avec notre général. Plus tard, ils se brouillèrent. Elle s'associa alors à un gros fermier moitié paysan, moitié bourgeois, bon payeur d'arrérages, qui la guidait à travers les chemins. Ils côtoyaient ensemble notre armée pour ne pas être exposés aux surprises des bleus. Ils crurent pouvoir s'en écarter impunément un soir. Découverts par un détachement de hussards, ils furent faits prisonniers et payèrent de leur tête un moment d'imprudence et d'égarement. »

### Mort
La comtesse de La Rochefoucauld est arrêtée le 16 janvier 1794 à Dompierre-sur-Yon, en compagnie de Joseph Thomazeau et d'un domestique de 12 ans nommé Pierre Fortineau,. Conduite aux Sables-d'Olonne, elle est jugée par Gratton, président de la commission militaire révolutionnaire,. Lors de son procès, elle soutient avec force avoir été obligée de suivre les insurgés et se défend d'avoir porté les armes. Elle déclare qu'à Legé, elle « voyait quelque fois Charette dans les rues sans avoir de liaison avec lui »,. Cependant, elle est contredite par plusieurs témoignages de patriotes. Son principal accusateur, Laurent Davy-Desnorois l'accuse d'avoir rançonné des patriotes pour solder sa troupe.
Condamnée à mort, la comtesse de La Rochefoucauld est exécutée le 24 janvier 1794 aux Sables-d'Olonne, en compagnie de Thoumazeau,,,,,. La guillotine étant alors endommagée et inutilisable aux Sables,, la comtesse est fusillée,,,. Dans son journal, le républicain et armateur sablais André Collinet écrit : « à 3 heures 1/2 du soir sur les dune de sable entre la jettée et le remblais près la Guillotine, cette femme âgée de 31 ans, belle et riche, s'est rendüe au lieu du supplice en désespéré, en jettant les plus hauts cris ».